# Rue Dussoubs
La rue Dussoubs est une voie du 2e arrondissement de Paris, dans le quartier Bonne-Nouvelle.

## Situation et accès
La rue Dussoubs, d'une longueur de 350 mètres, se situe dans le 2e arrondissements de Paris, quartier Bonne-Nouvelle. Elle commence au 24, rue Tiquetonne et se termine au 35, rue du Caire.
Les stations de métro les plus proches sont Étienne Marcel (ligne 4), Sentier (ligne 3) et Réaumur - Sébastopol (lignes 3 et 4).

## Origine du nom
La rue porte le nom du révolutionnaire limousin Denis Gaston Dussoubs, tué le 4 décembre 1851 sur une barricade de la rue Montorgueil en protestant contre le coup d’État de Louis-Napoléon Bonaparte. Marcellin Dussoubs, député démocrate socialiste représentant la Haute-Vienne, étant malade, son frère Denis, qui a revêtu son écharpe d'élu du peuple, se fait tuer à sa place.

## Historique
La rue se limite primitivement au tronçon compris entre les rues Tiquetonne et Saint-Sauveur, sous les noms de « rue des Deux Portes Saint-Sauveur » (mentionnée en 1289) puis « rue des Deux Petites Portes » (citée en 1427) et « rue Entre Deux Portes ». Son nom provient d'une part de sa situation entre la poterne du comte d'Artois, où aboutit la rue Montorgueil, et la porte Saint-Denis, qui percent toutes deux l'enceinte de Philippe Auguste, et d'autre part de ce qu'elle mène à l'église Saint-Sauveur toute proche.

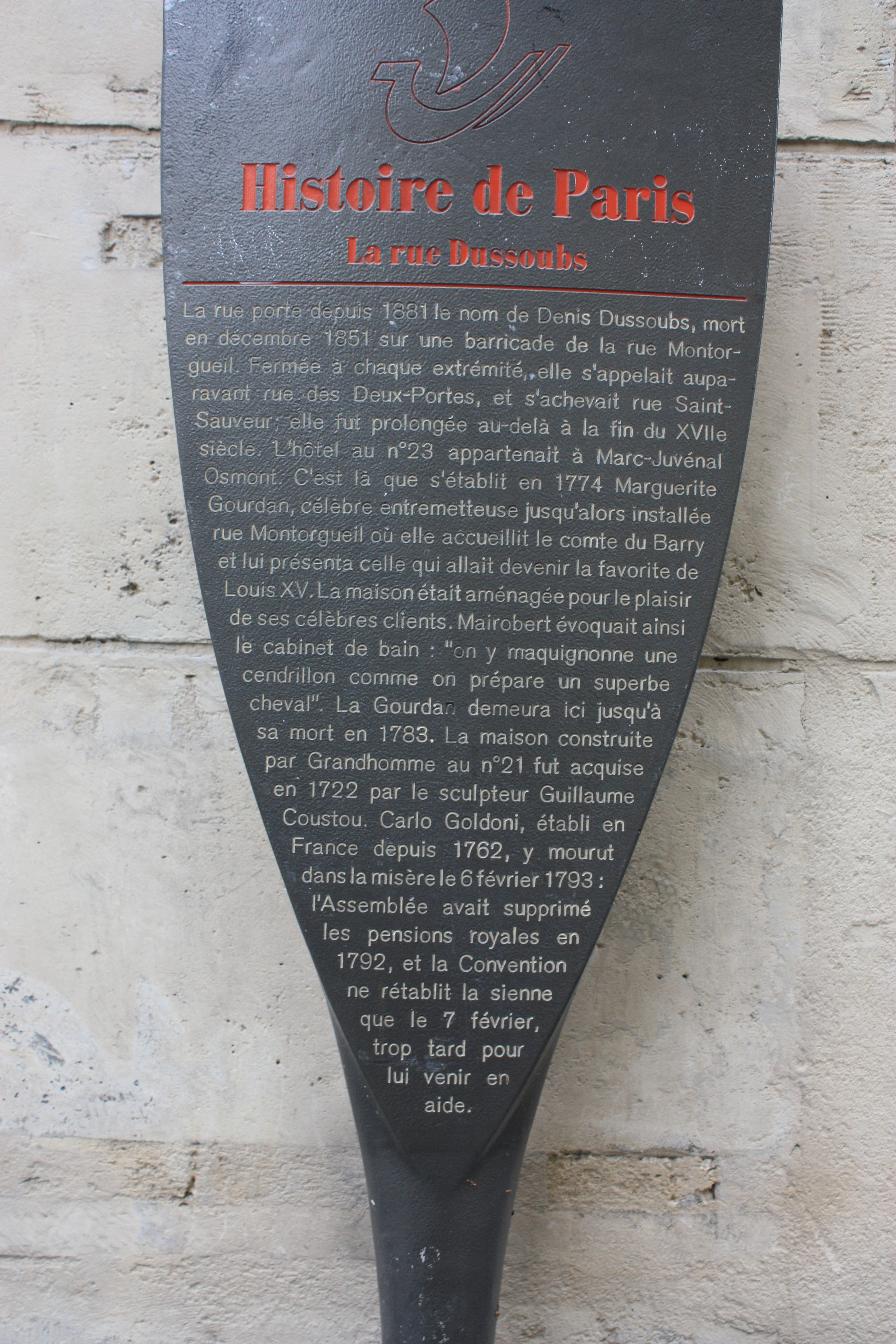
Panneau Histoire de Paris

Au XIIIe siècle, l'un de ses noms est « rue Gratte-Cul » car le quartier, alors hors les murs, est dévolu à la prostitution, théoriquement interdite à Paris depuis 1256. Elle apparaît dans un manuscrit de l'abbaye Sainte-Geneviève de 1450 sous le nom de « rue Gratecon ».
Savinien de Cyrano de Bergerac, baptisé le  6 mars 1619 à Saint-Sauveur, y serait né cet hiver-là.
À la fin du XVIIe siècle, elle est prolongée jusqu'à la rue Thévenot, disparue lors de la percée de l'actuelle rue Réaumur pendant les travaux d'Haussmann.
Par décret du 9 mai 1881, elle reçoit son nom actuel.
On prévoit de la prolonger jusqu'à la rue d'Alexandrie mais le percement ne sera jamais effectué et cette idée est définitivement abandonnée en 1991.

## Bâtiments remarquables, et lieux de mémoire
- No 12 : en 2006, sur la façade aveugle de cette école faisant face à la place Goldoni et à la place des enfants, l’artiste belge Patrick Corillon crée un bas-relief en acier
- No 15 : Hôtel particulier d'époque Louis XV en fond de cour[3].
- No 21 : maison où meurt, en 1793, l’auteur de théâtre Carlo Goldoni.
- No 22 : Hôtel de Launay, hôtel particulier du receveur des finances. Construit à la fin du XVIIe siècle en fond de cour[3].
- No 23 : emplacement de la maison close de Marguerite Gourdan (1727-1783) ; panneau Histoire de Paris.
- No 25 : la niche, creusée dans le mur, munie d’une poulie, est un ancien puits public[4].
- No 42 : dans le préau de cette école, le peintre Eugène Chapleau (1882-1969) devait réaliser en 1923 des  fresques sur le thème des « fables de La Fontaine ». Sans explication, la tâche est confiée à Constant Louche, qui la réalise sur des panneaux de toile marouflée dont l'un illustre « La Laitière et le pot au lait »[5].

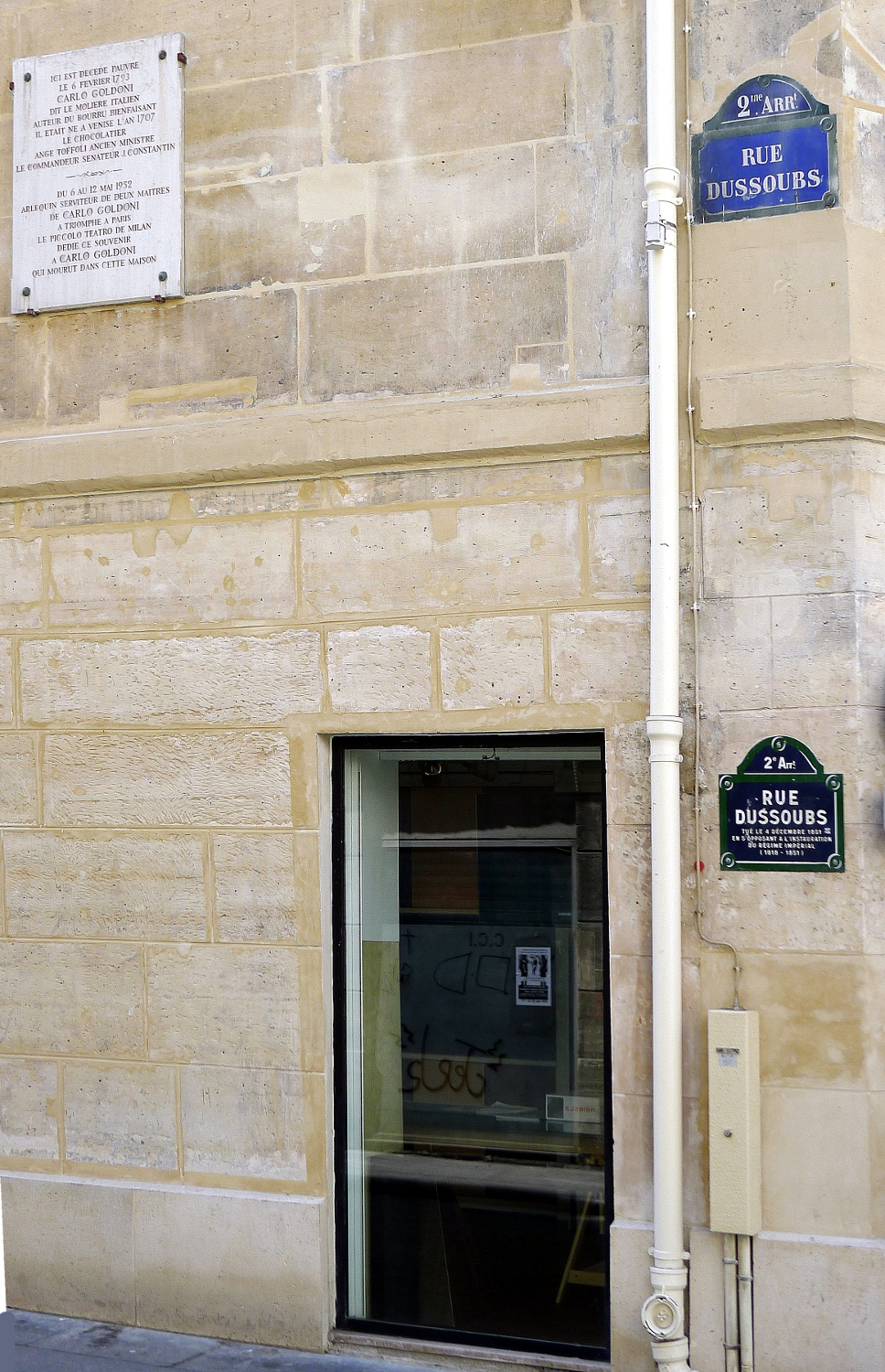
No 21 : maison où mourut Goldoni.
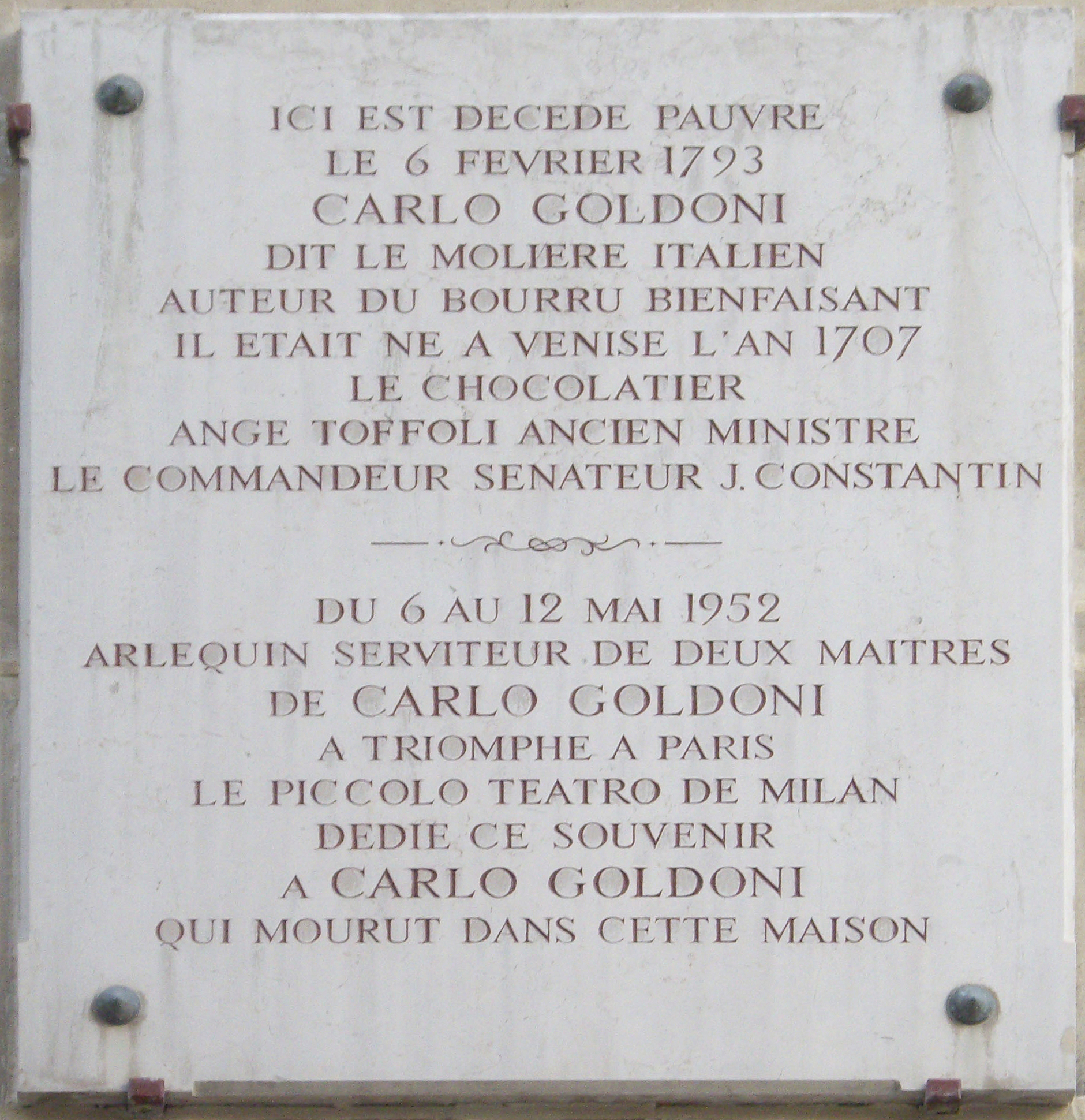
No 21 : plaque commémorative.
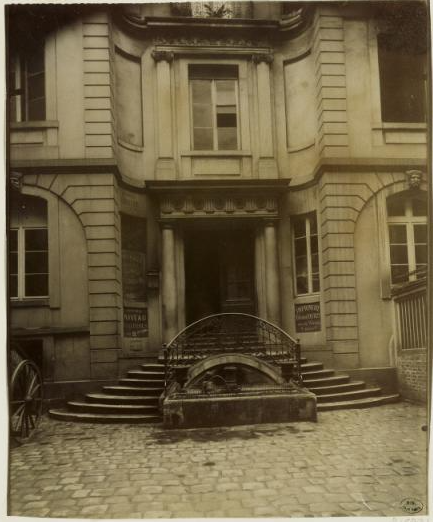
No  22  : Hôtel de Launay
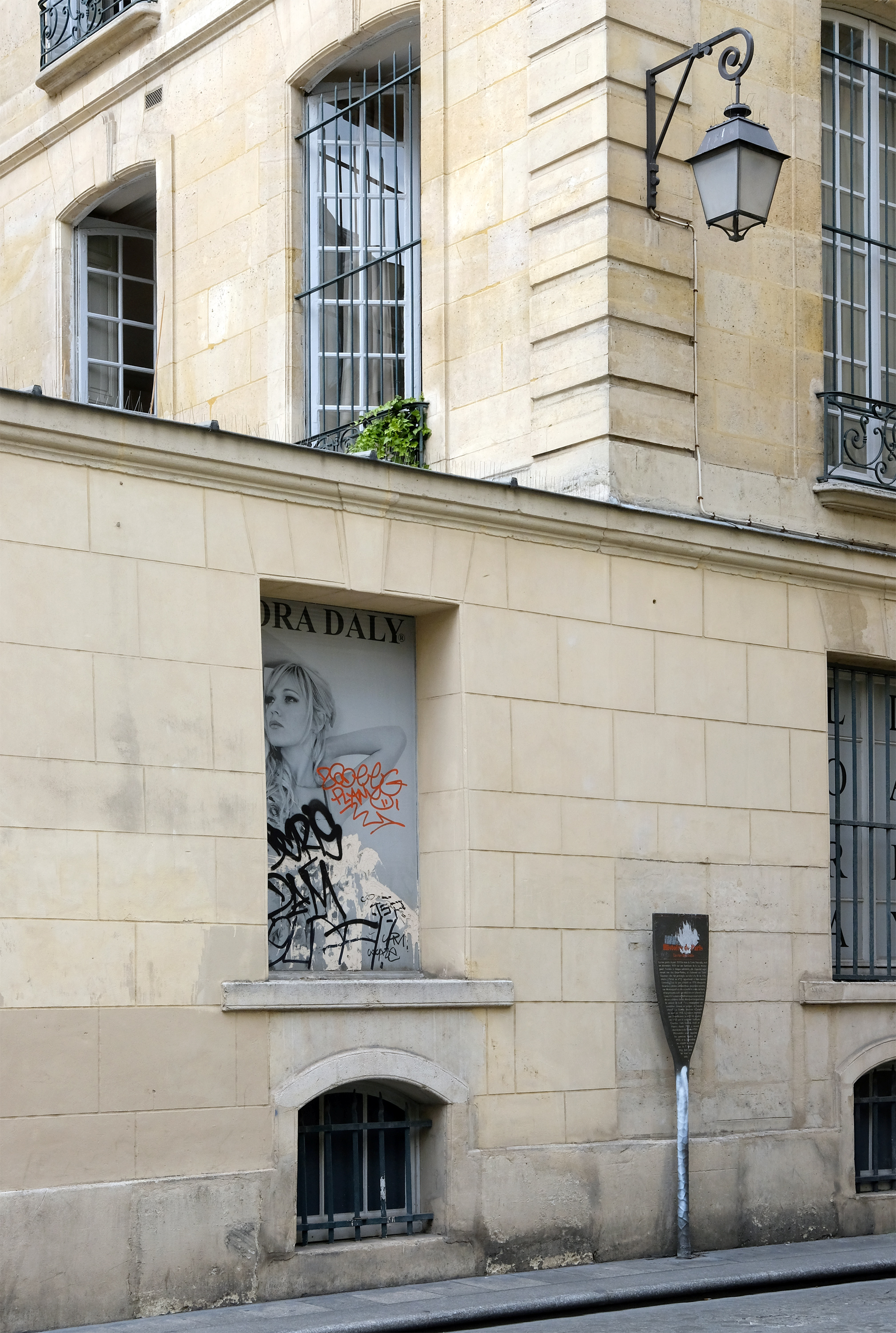
No 23 : panneau Histoire de Paris.

## Pour approfondir